# Underhill Stadium
Het Underhill Stadium is een voetbalstadion in Barnet, Engeland, dat plaats biedt aan 6.023 toeschouwers. De bespeler van het stadion was Barnet FC. In 2013 verhuisde de club naar het nieuwe The Hive Stadium. Sinds 2014 traint het rugby team London Broncos in het stadion.